# Осоркон II
Осоркон II — давньоєгипетський фараон з XXII (Лівійської) династії.

## Життєпис
Осоркон успадкував престол від свого батька, Такелота I, однак на початку свого правління був змушений боротись за контроль над Єгиптом зі своїм двоюрідним братом Харсієсом, сином Шешонка II, який володарював у Фівах. Після смерті останнього 860 року до н. е. Осоркон II зміцнив свої позиції у Верхньому Єгипті, зробивши свого сина Німлота верховним жерцем Амона у Фівах. Згодом онук Осоркона II на ім'я Такелот продовжив династію жерців.
За Осоркона II тривав внутрішній занепад Єгипту, підсилений небувалою повінню, яку сучасники порівнювали зі станом Землі до початку часу. Повінь зруйнувала низку ліванських храмів, які пізніше відновив Осоркон, про що він залишив напис у Фівах. Молитва, що збереглась на його статуї, знайденій у Танісі, містить прохання, що красномовно свідчить про скрутне становище, в якому опинилась лівійська династія. Фараон прохав, щоб його родина панувала над «верховними жерцями Амона-Ра, царя богів, великими вождями машуашів… та пророками Харшефі (Харсафа)», причому під іменем останніх приховані лівійські царьки, які правили у Гераклеополі, з середовища яких вийшов рід фараона.
Тим не менше, він спробував вплинути на близькосхідну політику, ставши разом із царем Дамаска Бенхададом III старшим партнером в коаліції східносередземноморських держав, яка була покликана зупинити ассирійську експансію царя Салманасара III на захід. Однак союзники зазнали нищівної поразки у битві при Каркарі (853 до н. е.), в якій, за ассирійськими літописами, брали участь «тисяча єгиптян».
На 22-му році свого правління Осоркон II почав будувати залу в Бубастісі для святкування за давнім єгипетським звичаєм тридцятої річниці свого призначення спадковим принцом (свято Хеб-Сед).
Наприкінці царювання Осоркон призначив своїми співправителями синів, спочатку Шешонка III, а після його смерті Такелота II, з яким він правив останні 7 років свого царювання.

## Родина
Осоркон мав двох дружин. Перша з них, Карома I, була матір'ю старшого сина Осоркона на ім'я Шешонк. Той Шешонк, як спадкоємець престолу, мав сан верховного жерця Пта у Мемфісі. На тій посаді він керував церемонією поховання бика Апіса, який помер у 23-й рік царювання Осоркона II. Осоркон II призначив сина Шешонка співправителем, але останній помер раніше за свого батька. Ще одного сина Горнахта верховним жерцем Амона в Танісі. Його молодший брат Німлот (Немруд), син другої дружини Осоркона Джедбастесанх I, був спочатку призначений верховним жерцем і головним начальником війська у місті Гераклеополі Великому, потім він став намісником Верхнього Єгипту й верховним жерцем Амона у Фівах.